# Massacre d'Orangeburg
Le massacre d'Orangeburg survient lorsque des membres de la South Carolina Highway Patrol ouvrent le feu sur des manifestants sur le campus de l'université d'État de Caroline du Sud dans la soirée du 8 février 1968. Les quelque 200 manifestants avaient auparavant manifesté contre la ségrégation raciale dans un bowling local d'Orangeburg, Caroline du Sud. Trois des manifestants, des hommes afro-américains, sont tués et 27 autres manifestants blessés. 
D'autres exactions policières de même nature ont lieu en 1970 :  la fusillade de l'université d'État de Kent et la tuerie de l'université d'État de Jackson, au cours desquelles la Garde nationale pour la première puis la police et la Highway Patrol pour la deuxième ont tué des étudiants manifestant contre l'invasion du Cambodge par les États-Unis pendant la guerre du Viêt Nam.

## Contexte

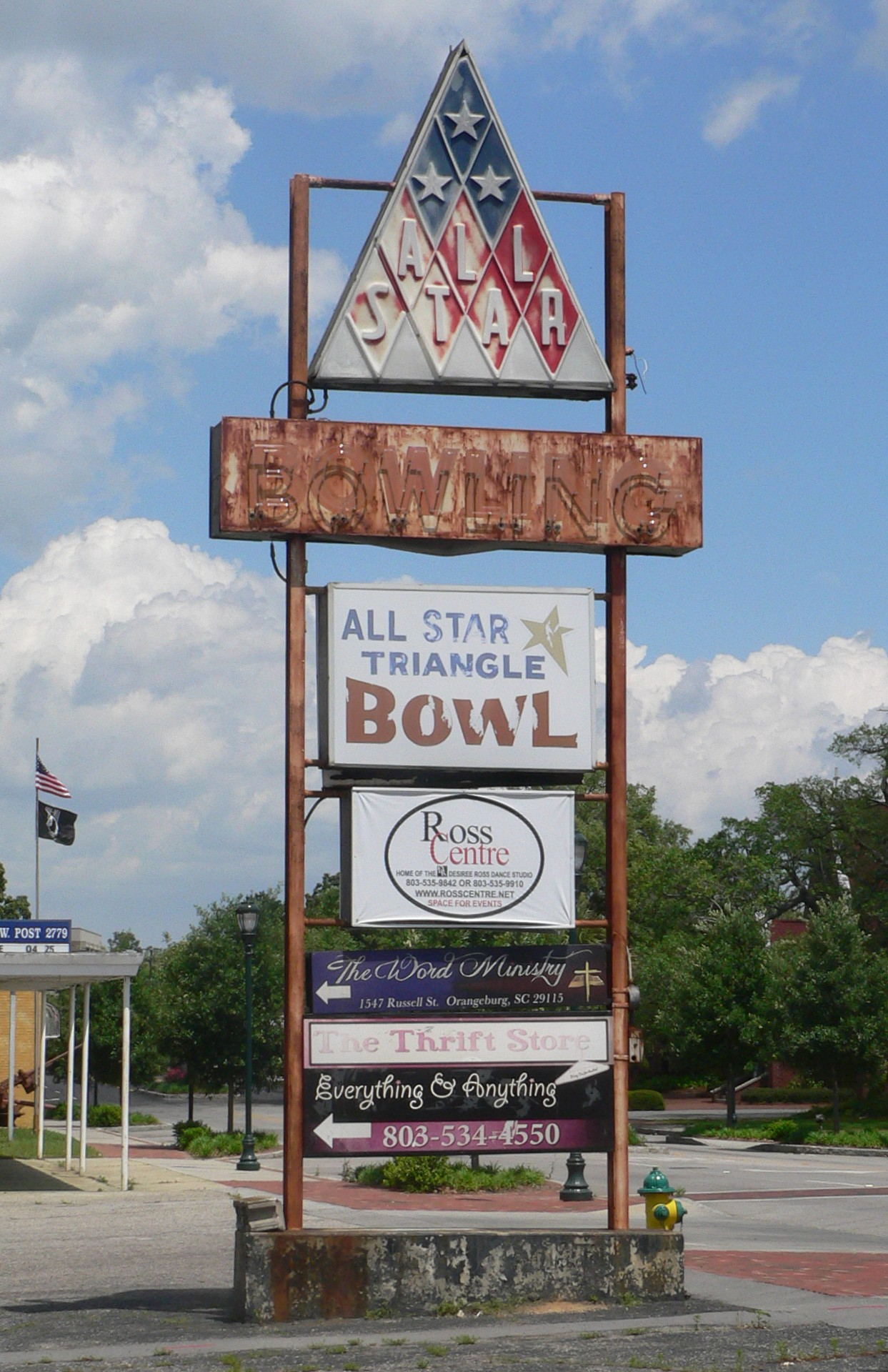
Un panneau signalant le All-Star Bowling Lane, renommé plus tard en All-Star Triangle Bowl, ici en 2015.

Plusieurs incidents ont lieu au sujet de la ségrégation de la piste de bowling locale, All-Star Bowling Lane, qui a conduit au massacre d'Orangeburg le 8 février 1968. À l'automne 1967, certains des dirigeants noirs de la communauté ont tenté de convaincre Harry K. Floyd, le propriétaire du bowling, d'autoriser l'entrée aux afro-américains. Floyd n'ayant pas voulu, les protestations ont commencé au début de février 1968. 
Le 5 février 1968, un groupe d'une quarantaine d'étudiants de la South Carolina State University entre dans le bowling puis s'en va sans heurts après avoir été invité à partir par Floyd. La nuit suivante, d'autres étudiants dirigés par John Stroman reviennent et entrent dans le bowling. Cette fois, des policiers les attendent et plusieurs étudiants sont arrêtés, dont Stroman. Après les arrestations, d'autres étudiants se présentent, en colère que des manifestants soient arrêtés. La foule casse ensuite une fenêtre et la police commence à frapper des étudiants avec des matraques. Cette nuit-là, huit étudiants sont envoyés à l'hôpital. 
Au cours des jours suivants, la tension à Orangeburg s'intensifie. Les étudiants manifestants soumettent une liste de demandes consistant en l'intégration et l'élimination de la discrimination au sein de la communauté. Le gouverneur de Caroline du Sud à l'époque, Robert E. McNair, répond en appelant la Garde nationale après avoir commenté que les partisans du pouvoir noir déchaînaient la communauté. Pendant deux jours, environ 200 manifestants, pour la plupart étudiants, se rassemblent sur le campus de l'Université d'État de Caroline du Sud, une université historiquement noire à Orangeburg, pour manifester contre la ségrégation toujours à l'œuvre dans le bowling. 

## Événement

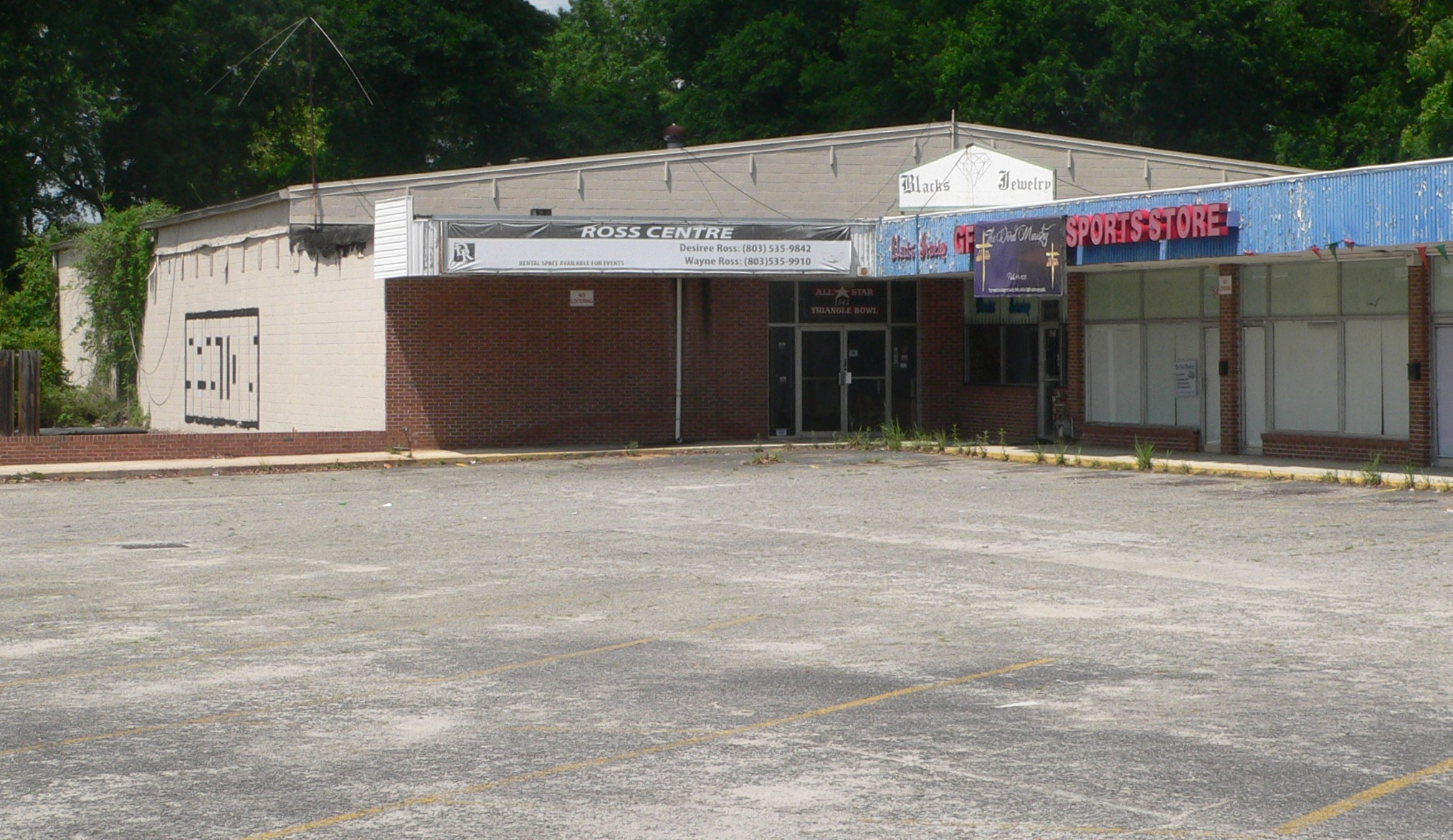
L'All-Star Bowling, sur le côté nord-ouest de la rue Russell entre les rues Centre et Lowman, vu du parking au sud.

Dans la nuit du 8 février 1968, les étudiants allument un feu de joie devant le campus. Alors que la police et les pompiers tentent d'éteindre l'incendie, l'agent David Shealy est blessé par une lourde rampe en bois prise dans une maison inoccupée voisine et jetée dans sa direction. Peu de temps après, vers 22 h 30, des officiers de la Highway Patrol ouvrent le feu sur la foule d'environ 200 manifestants. Huit officiers de patrouille tirent avec des carabines, des « shotguns » et des revolvers sur les manifestants pendant environ 10 à 15 secondes. Vingt-sept personnes sont blessées lors de la fusillade, dont la plupart ont été touchées dans le dos alors qu'elles s'enfuyaient, et trois hommes afro-américains sont tués. Les trois hommes sont Samuel Hammond Jr., Henry Smith (tous deux étudiants de la SCSU) et Delano Middleton, un étudiant de la Wilkinson High School locale. Middleton est abattu alors qu'il était simplement assis sur les marches du dortoir de première année en attendant la fin du quart de travail de sa mère. 
Plus tard, la police déclare qu'elle pensait être attaquée par des tirs d'armes légères. Un journal rapporte : « environ 200 negros (sic) se sont rassemblés et ont commencé à tirer avec ce qui ressemblait à « au moins un automatique, un fusil de chasse et d'autres armes de petit calibre » et à « jeter des briques et des bouteilles aux patrouilleurs ». De même, un journal de Caroline du Nord rapporte cette semaine que des étudiants avaient lancé des bombes incendiaires sur des bâtiments et que le son du tir d'un tireur embusqué avait été entendu. 
Les manifestants insistent sur le fait qu'ils n'ont pas tiré sur les policiers, mais jeté des objets et insulté. Les preuves selon lesquelles des policiers subissaient des tirs au moment de l'incident n'étaient pas concluantes et aucune preuve n'a été présentée au tribunal, à la suite des enquêtes, que des manifestants étaient armés ou avaient tiré sur des policiers.

## Conséquences

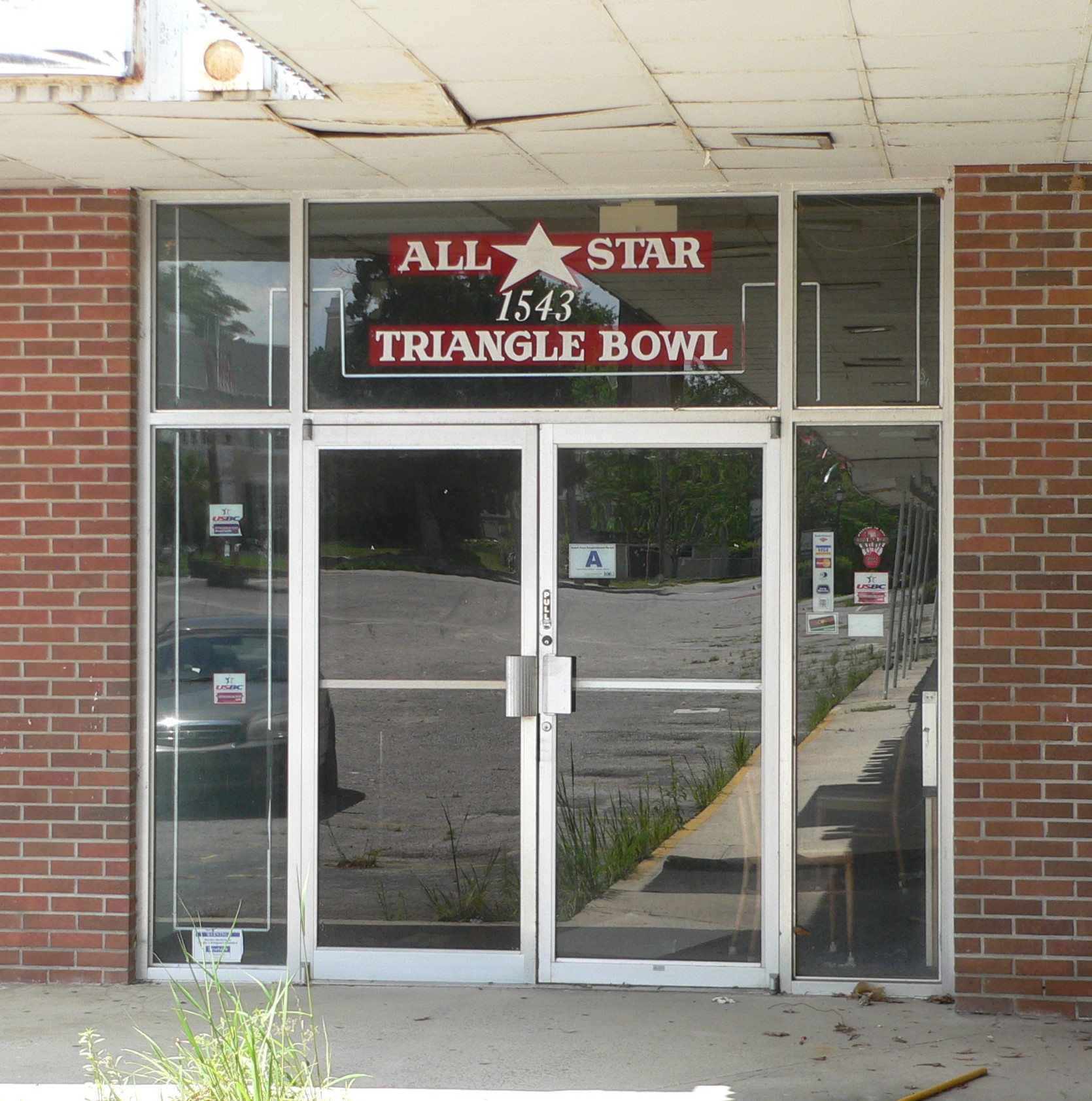
L'entrée principale.

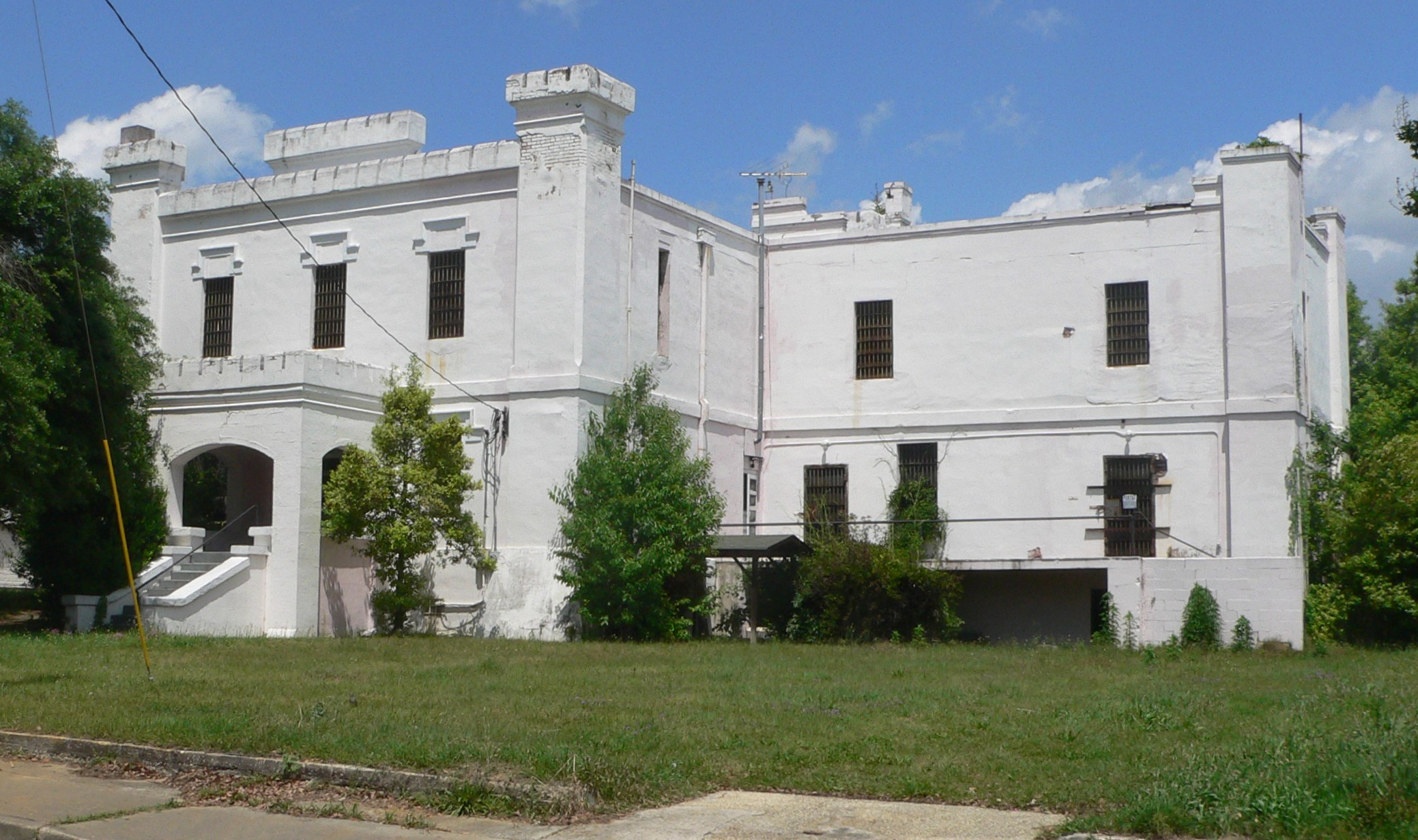
Ancienne prison du comté d'Orangeburg à l'angle sud-est des rues St. John et Meeting.

Lors d'une conférence de presse le lendemain, le gouverneur Robert E. McNair déclare que l'événement était « l'un des jours les plus tristes de l'histoire de la Caroline du Sud ». McNair accuse des agitateurs affiliés aux mouvement Black Power et déclare que l'incident avait eu lieu hors du campus, contrairement aux preuves. 
Le gouvernement fédéral porte des accusations contre les patrouilleurs lors du premier procès des policiers pour usage excessif de la force. La défense des officiers est qu'ils se sentaient en danger et que les manifestants avaient d'abord tiré sur les officiers. Les neuf prévenus ont été acquittés, bien que 36 témoins aient déclaré qu'ils n'avaient pas entendu de coups de feu provenant des manifestants sur le campus avant les tirs des forces de l'ordre et qu'aucun étudiant ne portait d'armes à feu. 
Lors d'un procès en 1970, le militant Cleveland Sellers est reconnu coupable d'émeute. Il a purge une peine de sept mois dans la prison d'État, obtenant un congé pour bonne conduite. Il était le directeur du programme national du Student Nonviolent Coordinating Committee (SNCC). En 1973, il écrit The River of No Return: The Autobiography of a Black Militant and the Life and Death of SNCC . 25 ans plus tard, Sellers est officiellement gracié par le gouverneur de Caroline du Sud. 
Le Smith–Hammond–Middleton Memorial Center, salle de sport polyvalente sur le campus, a été rebaptisé en l'honneur des trois victimes, ouvrant la même année que le massacre. 

## Liste des personnes impliquées

### Décès
- Samuel Ephesians Hammond Jr., 18 ans[12],[13]
- Delano Herman Middleton, 17 ans
- Henry Ezekial Smith, 19 ans

### Blessés
| - Herman Boller Jr., 19 ans - Johnny Bookhart, 19 ans - Thompson Braddy, 20 ans - Bobby K. Burton, 22 ans - Ernest Raymond Carson, 17 ans - John Carson - Louise Kelly Cawley, 25 ans - Robert Lee Davis Jr., 19 ans - Albert Dawson, 18 ans - Bobby Eaddy, 17 ans - John H. Elliot - Herbert Gadson, 19 ans - Samuel Grant, 19 ans - Samuel Grate, 19 ans - Joseph Hampton, 21 ans - Charles W. Hildebrand, 19 ans | - Nathaniel Jenkins, 21 ans - Thomas Kennerly, 21 ans - Joe Lambright, 21 ans - Richard McPherson, 19 ans - Harvey Lee Miller, 15 ans - Harold Riley, 20 ans - Cleveland Sellers, 23 ans - Patrolman David Shealy - Ernest Shuler, 16 ans - Jordan Simmons III, 21 ans - Ronald Smith, 19 ans - Frankie Thomas, 18 ans - Robert Watson, 19 ans - Robert Lee Williams, 19 ans - Savannah Williams, 19 ans |

### Personnel de la Highway Patrol
- Patrol Lieutenant Jesse Alfred Spell, 45 ans
- Patrol Lieutenant David E Parker Sr., 43 ans
- Sgt. Henry Morrell Addy, 37 ans
- Sgt. Sidney C. Taylor, 43 ans
- Corporal Joseph Howard Lanier, 32 ans[17]
- Corporal Norwood F. Bellamy, 50 ans
- Patrolman First Class John William Brown, 31 ans
- Patrolman First Class Colie Merle Metts, 36 ans
- Patrolman Allen Jerome Russell, 24 ans
- Patrolman Edward H. Moore, 30 ans
- Patrolman Robert Sanders, 44 ans
- Officer Bill Bone Jim Bob, 69 ans

### Précisions
- Les blessures reçues par le patrouilleur David Shealy précèdent de cinq minutes l'ouverture du feu par la police sur la foule[13].
- Le soir des coups de feu, Cleveland Sellers est arrêté alors qu'il était hospitalisé. Il est placé en garde à vue et inculpé d'incitation à l'émeute, d'incendie volontaire, de voies de fait, coups et blessures avec intention de tuer, de dommages matériels, cambriolage et larcin. Il a été gracié en 1993[18].
- John H. Elliot a ensuite été ajouté à la liste des blessés. Il a reçu une balle dans l'estomac mais n'est pas allé à l'hôpital pour recevoir des soins.

## Couverture médiatique
Il s'agit du premier incident du genre aux États-Unis sur un campus. Les meurtres d'Orangeburg ont reçu relativement peu de couverture médiatique. 
L'historien Jack Bass attribue l'écart dans la couverture médiatique en partie en raison du fait que l'incident d'Orangeburg survient après des émeutes urbaines de grande ampleur, ce qui l'a fait paraître faible en comparaison. Cela n'a peut-être pas été considéré comme digne d'intérêt, d'autant plus que les tirs ont eu lieu la nuit, alors que la couverture médiatique, en particulier les informations télévisées, était moindre. De plus, les victimes à Orangeburg étaient pour la plupart des jeunes hommes noirs protestant contre la ségrégation locale. Linda Meggett Brown écrit que les événements ultérieurs au printemps 1968 — les assassinats du Dr Martin Luther King et de Robert Kennedy, le candidat démocrate à la présidentielle, et l'offensive du Têt au Vietnam — ont éclipsé les événements d'Orangeburg. 
Dans l'université Kent State, en revanche, Bass note que les victimes étaient de jeunes étudiants blancs protestant contre la guerre au Vietnam, qui était devenue de plus en plus impopulaire et un problème national hautement politisé. 

## Postérité
- Le gymnase de l'Université d'État de Caroline du Sud est nommé en mémoire des trois hommes qui ont été tués. Un monument est érigé sur le campus en leur honneur.
- Le 9 août 2013, une équipe de travail a corrigé une faute d'orthographe sur le monument du massacre d'Orangeburg. Le nom de Delano H. Middleton a été inscrit par erreur comme Delano B. Middleton. Une théorie pour l'initiale incorrecte est qu'elle a été tirée du surnom de Middleton, « Bump ». L'erreur est passée inaperçue pendant plus de 40 ans[20].
- En 2001, le gouverneur Jim Hodges assiste au mémorial annuel de l'université de l'événement, le premier gouverneur à le faire. La même année, à l'occasion du 33e anniversaire des tueries, un projet d'histoire orale mettait en vedette huit survivants racontant leurs histoires lors d'une cérémonie commémorative. C'était la première fois que des survivants étaient reconnus lors de l'événement commémoratif. Robert Lee Davis déclare « une chose que je peux dire, c'est que je suis heureux que vous nous laissiez tous parler, ceux qui étaient réellement impliqués, au lieu d'étrangers qui n'étaient pas là, pour vous dire exactement ce qui s'est passé »[5].
- Une résolution commune a été présentée à l'assemblée générale de l'État de Caroline du Sud en 2003, et réintroduite à chacune des trois prochaines sessions de la législature, pour établir une enquête officielle sur les événements du 8 février 1968 et pour établir le 8 février comme une journée de commémoration pour les étudiants tués et blessés lors de la manifestation. Cependant, le législateur n'a jamais voté la résolution[21],[22],[23],[24].
- Le massacre d'Orangeburg a fait l'objet de deux films sortis lors du 40e anniversaire du massacre, en avril 2008[25] : Scarred Justice: The Orangeburg Massacre, 1968 par les réalisateurs de documentaires Bestor Cram et Judy Richardson[26] et Black Magic par Dan Klores[27].

### Vidéos
- 1968, 1968, Forty Years Later: A Look Back at the Orangeburg Massacre, Democracy Now!, 2008, consulté le 3 avril 2008.
- Scarred Justice: the Orangeburg Massacre 1968, un documentaire distribué par California Newsreel.

- Notices d'autorité :   - LCCN
  - Israël